# 卡塞雷斯 (马托格罗索州)
卡塞雷斯是巴西马托格罗索州的一个市镇。总面积24797平方公里，2006年总人口90391人，人口密度3.6人/平方公里。